# Герб Сумской области
Герб Сумской области (укр. Герб Сумської області) — символический знак, выражающий исторические и духовные традиции Сумской области Украины. Вместе с флагом составляет официальную символику органов местного самоуправления и исполнительной власти Сумской области. Современные флаг и герб Сумской области утверждены 12 июля 2000 года 15-й сессией Сумского областного совета третьего созыва. Автор герба — Ю. Н. Шелковников.

## Описание
В лазоревом щите с золотой каймой шлем металла, под ним изогнутый дугобразно вправо колос и клеверолистный крест; все фигуры золотые, элементы шлема серебряные.

## Символика
- Золотой шлем в верхней части герба — символ исторического начала этих земель со времён Киевской Руси.
- Золотой колос, согнутый в виде буквы «С», с 25 зёрнышками символизирует исторический путь, который прошли эти земли к образованию Сумской области, и указывает на количество субъектов региона. Вместе с тем он символизирует земледелие — основное занятие жителей области с древнейших времён и указывает на основные черты характера: трудолюбие, гостеприимство, домовитость, любовь к родной земле.
- Золотой крест указывает на то, что эти черты характера сочетаются с высокой духовностью, которая передается из поколения в поколение.

Расположение их под золотым шлемом символизирует готовность и способность жителей области в любое время защитить свою родную землю, духовные и материальные достижения, которые на протяжении всей истории не раз ярко проявлялись — от битв с кочевыми племенами до героических сражений Великой Отечественной войны.
Эти три элемента вместе символизируют также три составные части Сумской области.
- Шлем — земли, которые отошли от Черниговской области и исторически были в составе Киевской Руси;
- Колос — земли, которые отошли от Харьковской области и были частью Слобожанщины;
- Золотой крест — земли, которые отошли от Полтавской области и были в составе Украины времён Гетманщины.

Преимущество сине-жёлтых цветов указывает на то, что область является неотъемлемой частью государства Украина.